# Valeadeni
Valeadeni – wieś w Rumunii, w okręgu Caraș-Severin, w gminie Brebu. W 2011 roku liczyła 271 mieszkańców. 